# Jewgeni Sergejewitsch Missenjow
Jewgeni Sergejewitsch Missenjow (russisch Евгений Сергеевич Мисенёв, estn. Jevgeni Missenjov; * 28. April 1993 in Narva) ist ein ehemaliger russisch-estnischer Eishockeyspieler, der szuletzt 2017 beim HK Dukla Trenčín in der slowakischen Extraliga spielte.

## Karriere
Missenjow stammt aus dem Nachwuchs des HK Dynamo Moskau, für dessen Juniorenmannschaften er zwischen 2006 und 2011 aktiv war. Ab 2011 spielte er für Kapitan Stupino in der russischen Nachwuchsliga Molodjoschnaja Chokkeinaja Liga. Im Oktober 2013 wechselte er ligaintern zu Junior Kurgan, seit Ende Dezember 2013 hat er zudem eine Spielgenehmigung für Slawutitsch Smolensk aus der Perwaja Liga, der dritten russischen Spielklasse. Nachdem er die Spielzeit 2014/15 beim HK Brijansk in der Molodjoschnaja Chokkeinaja Liga B verbracht hatte, wechselte er in die Slowakei, wo er 2017 im Alter von nur 24 Jahren seine Karriere beim HK Dukla Trenčín beendete.

### International
Für Estland nahm Missenjow im Juniorenbereich 2011 sowohl an der U18-Weltmeisterschaft als auch an der U20-Junioren-Weltmeisterschaft in der Division II teil. Beim U18-Turnier wurde er als Topscorer und Torschützenkönig auch zum besten Spieler seiner Mannschaft gewählt. 2013 spielte er erneut für sein Land in der Division II bei der U20-Junioren-Weltmeisterschaft.
Im Seniorenbereich stand Missenjow bereits Mitte April 2011 mit noch nicht 18 Jahren bei der Weltmeisterschaft der Division I auf dem Eis, konnte aber den Abstieg der Esten in die Division II nicht vermeiden. Das gleiche Schicksal ereilte ihn und sein Team – die Esten waren 2012 ohne Missenjow wieder aufgestiegen – bei der Weltmeisterschaft 2013 erneut.

## Erfolge und Auszeichnungen
- 2011 Topscorer und Torschützenkönig bei der U18-Weltmeisterschaft, Division II, Gruppe A
- 2013 Aufstieg in die Division II, Gruppe A, bei der U20-Weltmeisterschaft, Division II, Gruppe B